# Biljeter
Biljeter je službenik koji na ulaznim vratima gledališta pregledava ulaznice te, po potrebi, pomaže gledateljima da se smjesti na prava mjesta u publici (u tom slučaju se ponekad koristi i naziv razvođač). 
Među dužnosti biljetera spada i održavanje reda i tišine u dvorani tijekom održavanja predstave.